# كامفكشفادا 55
كامفكشفادا 55 "Greif" (KG   55 أو Battle Wing 55) كانت وحدة قاذفات <i id="mwCQ">للوفتفافه</i> خلال الحرب العالمية الثانية. كانت KG 55 واحدة من أطول الوحدات خدمة وشهرة في لوفتفافه. قام الجناح بتشغيل هنيكل إتش إي 111 حصريًا حتى عام 1943، عندما استخدم 2 شتافن فقط من أربعة Gruppen (المجموعات) يونكرز يو 88 سي.
تم تأسيس Geschwader (الجناح) في مايو 1939، وكان نتاجًا لطفرة متأخرة في توسيع حجم قاذفات القنابل المتوسطة Luftwaffe. بدأ تشكيل الجناح في 1 مايو 1939 مع إنشاء ( Stab ) Gruppe (Group) وI. and II. /kg 55 (المجموعتان الأولى والثانية).

## القادة

### Geschwaderkommodore
- اللواء فيلهلم سوسمان ، 1 مايو 1939 - 6 مارس 1940
- أوبرست الويس ستويكل 7 مارس 1940 - 14 أغسطس 1940 (كيا)
- أوبرستلت هانز كورت 15 أغسطس 1940 - 31 يناير 1941
- أوبرستلت بينو كوتش 1 فبراير 1941 - 26 أغسطس 1942
- Oberstlt Dr Ernst Kühl 27 أغسطس 1942 - 7 أغسطس 1943
- أوبرستلت فيلهلم أنتروب 8 أغسطس 1943 - 1 أكتوبر 1944 [1]